# Batman: No Man's Land
Batman: No Man's Land (Batman: La tierra de nadie en español) o simplemente No Man's Land es una serie de historietas de 1999 protagonizadas por Batman y otros superhéroes de DC Comics. La historia principal refiere a un "Cataclismo" y un terremoto en Gotham City que destruye la ciudad, lo que provoca que el gobierno de Estados Unidos ordene la evacuación inmediata de la ciudad (aunque no todos se van, entre ellos Bruce Wayne, ya que ciertos villanos aprovechan la situación para gobernar Gotham).

## Historia de publicación
El argumento principal está basado en varias series de Batman y otros títulos como Detective Comics, Batman: Shadow of the Bat, y Batman: Legends of the Dark Knight junto a otros spin-offs y tie-ins. Por lo que No Man's Land es un resumen de varias historias.
La historia se divide en varios actos o arcos. Una parte de la historia iba continuar en la serie de Batman, para dar fin a la serie, aunque no se hizo debido a que los encargados de las impresiones que hacían la serie preferían trabajar con Superman. A diferencia de los cómics de Superman, donde se mantiene a un equipo creativo para cada episodio, el mismo equipo creativo hace toda la historia.

## Nueva Gotham
Se creó una nueva miniserie que sucedía a los hechos de No Man's Land llamada New Gotham que sólo duró dos números debido al desinterés por parte del público, en esta miniserie se cuenta cómo se va reconstruyendo Gotham, y debido a que no se terminó la historia esta fue concluida en otros cómics de Batman.

## Novelización
En 2000, DC Comics publicó una novelización de No Man's Land escrita por Greg Rucka. La historia ofrece muchas características encontradas en la historia original. También se incluyen otros miembros de la GCPD. El libro omite a los personajes de Superman y Azrael los cuales aparecían en el cómic.
También hay una novela corta escrita por el joven Alan Grant.
GraphicAudio produjo una audio-novela que fue lanzada durante los meses de octubre y noviembre de 2011